# Ofanto
L'Ofanto és un riu del sud d'Itàlia. El seu nom antic era Aufidus. Els afluents a l'esquerra són els torrents Cortino, Isca, Laosento o Osento, Orata, Sant'Angelo i Sarda; i a la dreta el torrent Acqua Bianca, el riu de la Finocchia, i els torrens Fiumicello i Tragino.

## Descripció del riu pels autors antics
L'Aufidus (en grec Αὔφιδος) era un dels rius més importants de l'Apúlia i desemboca a la mar Adriàtica. Polibi diu per error que és l'únic riu d'Itàlia que travessa la cadena dels Apenins, però les seves fonts es troben tant a prop de la mar Tirrena que l'equivocació és comprensible. Neix als Apenins, al país dels hirpins, a unes quinze milles romanes a l'oest de Compsa, i a 25 de Salern i de la mar Tirrena. Des d'allí passa pel país muntanyós dels hirpins durant més de 40 milles fins a les fronteres d'Apúlia, que travessa entre Asculum i Venusia, i circula lentament per les planures d'aquesta província, fins que desemboca a l'Adriàtic, aproximadament a mig camí entre Sipontum i Bari. Horaci, que va néixer a Venusia, parla del caràcter impetuós i imprevist d'aquest riu. Estrabó diu que era navegable durant uns 90 estadis de la seva desembocadura, però segurament només era accessible a les naus molt petites.